# Nohonitcovité

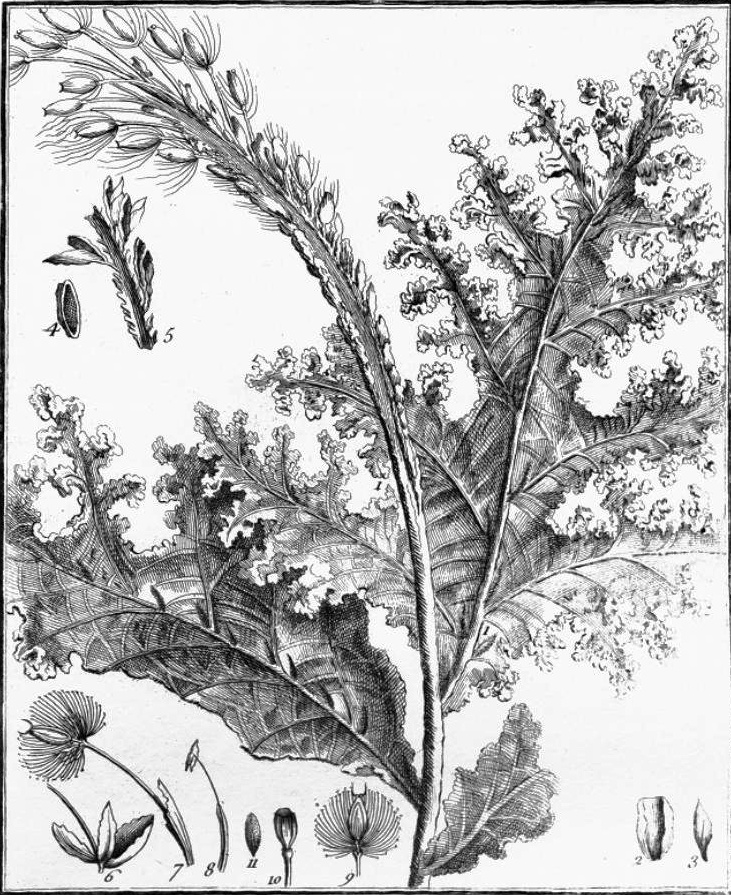
Kresba Mourera fluviatilis

Nohonitcovité (Podostemaceae) je čeleď vyšších dvouděložných rostlin z řádu malpígiotvaré (Malpighiales). Jsou to sladkovodní byliny často bizarního vzhledu a se zajímavou ekologií, připomínající spíše mořské řasy než vyšší rostliny. Rostou v rychle proudících vodních tocích v tropech celého světa.

## Popis
Zástupci čeledi nohonitcovité jsou jednoleté nebo vytrvalé sladkovodní byliny, vzhledem spíše připomínající mořské řasy než vyšší rostliny. Jejich vegetativní stavba je dosti různorodá. Stonek může být redukovaný nebo naopak prodloužený, jednoduchý nebo sympodiálně větvený, někdy zploštělý. Na bázi rostlin je většinou plochý stélkovitý útvar kořenového nebo stonkového původu. Rostliny se přichycují k podkladu pomocí specializovaných adventivních a většinou jednobuněčných kořenů hákovitého tvaru, tzv. hapter. Adventivní kořeny jsou zploštělé, nitkovité, pásovité nebo terčovité, plazivé nebo částečně vzplývající, někdy jsou též prchavé nebo chybějí. Kořeny bývají zelené a fotosyntetizující.
Listy jsou střídavé, dvouřadé až trojřadé, jednoduché, vidličnatě dělené nebo různě laločnaté až složené, vstřícné, šupinovité nebo vlasovité, celistvé nebo laločnaté. Žilnatina listů je zpeřená, dlanitá nebo vidličnatá. Listy mohou být velmi drobné i dosti rozměrné (až 2 metry dlouhé u druhu Mourera fluviatilis).
Květy jsou oboupohlavné, drobné, pravidelné až souměrné, krátce nebo dlouze stopkaté, jednotlivé, úžlabní či vrcholové nebo v úžlabních svazečcích či klasech, s nerozlišeným okvětím v počtu 1 až 25 volných nebo na bázi krátce srostlých plátků. Okvětí může být petaloidní nebo redukované v drobné šupiny.
Okvětní lístky jsou šupinovité, čárkovité nebo lžicovité a vyrůstají okolo semeníku nebo jen z jedné strany. Tyčinky jsou v počtu 1 až 35, volné nebo srůstající ve spodní části v andropodium. Semeník je svrchní, srostlý ze 2 nebo 3 plodolistů a se stejným počtem komůrek, výjimečně jednoplodolistový. Blizen je 1 až 3, čnělka je vyvinuta nebo jsou blizny přisedlé. Plodem je tobolka obsahující 2 až mnoho drobných semen. Vnější obal semen je tlustý a po nabobtnání semen slizovitý.

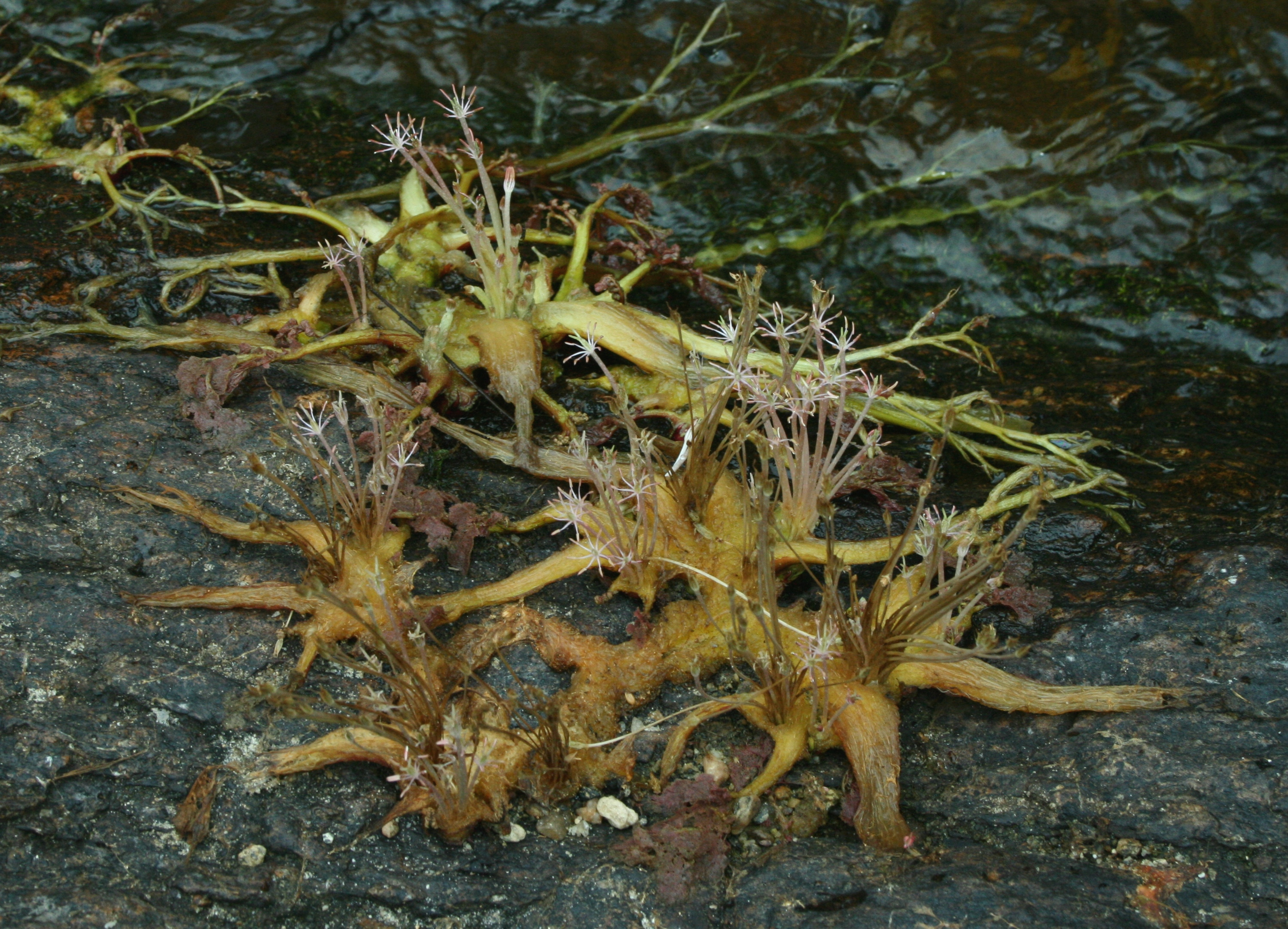
Apinagia longifolia
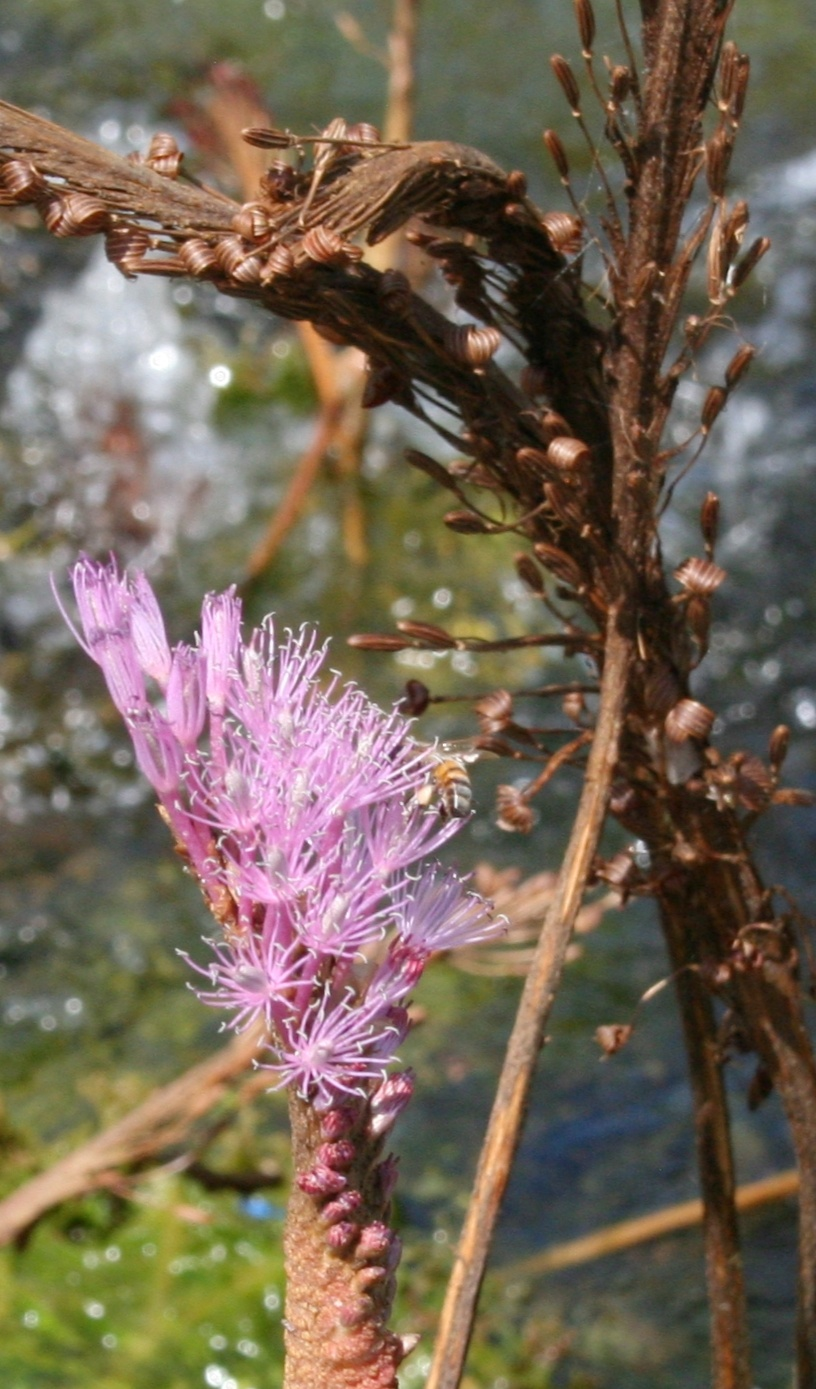
Květy a plody Mourera fluviatilis
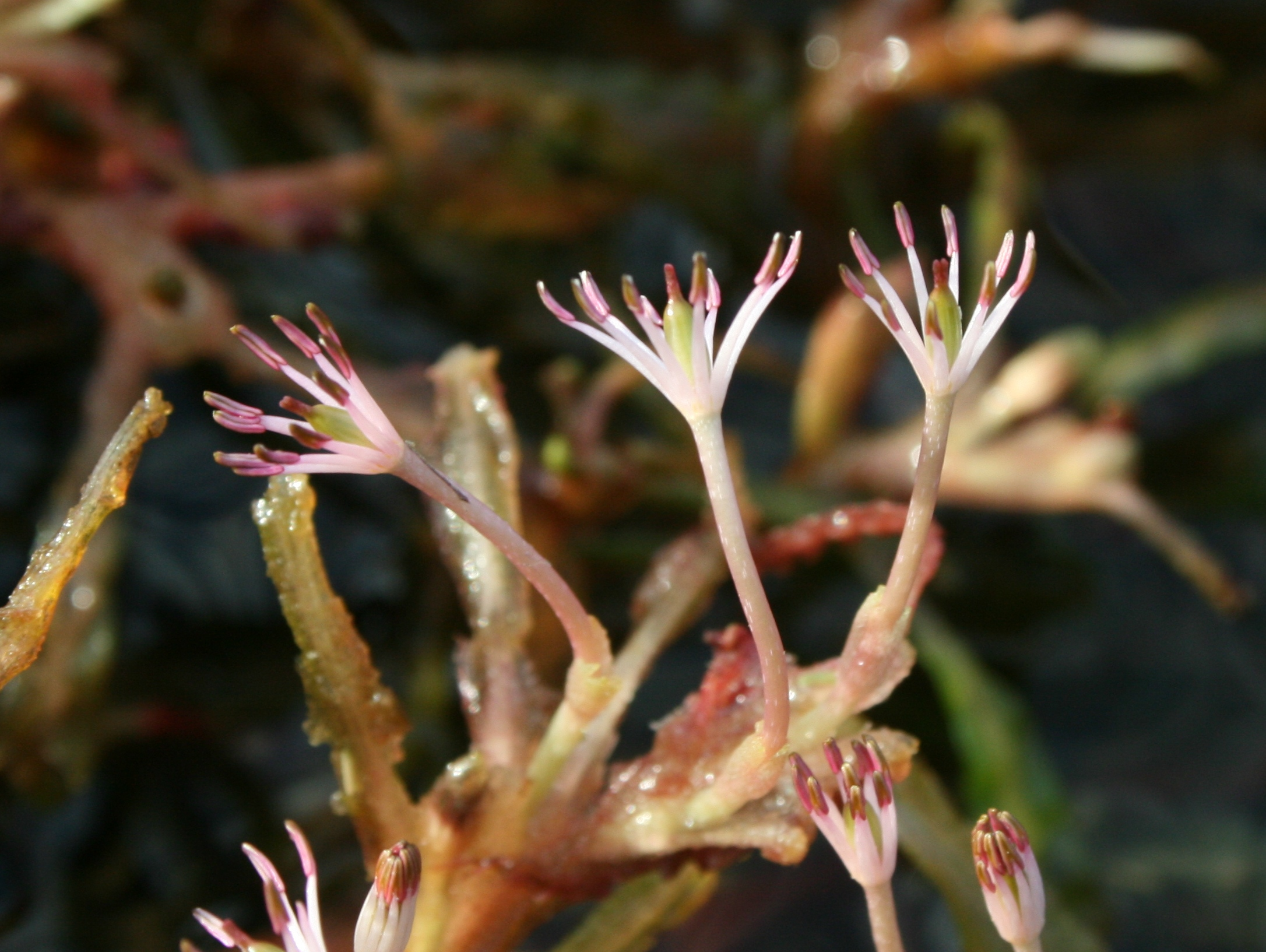
Detail květů Apinagia longifolia
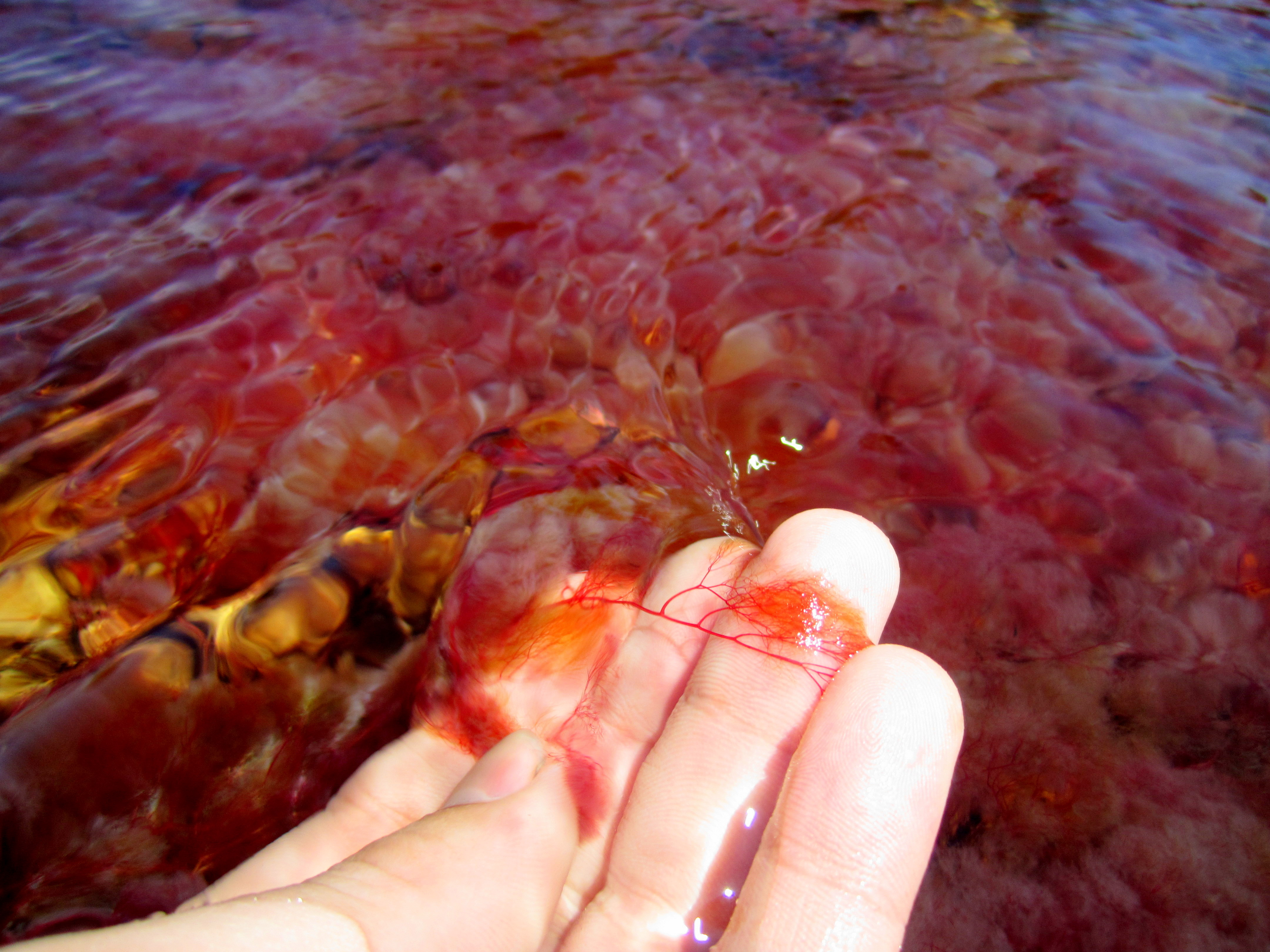
Macarenia clavigera

## Rozšíření
Čeleď nohonitcovité zahrnuje asi 270 druhů v 50 rodech. Je rozšířena v tropech celého světa s přesahy do subtropů. Pouze jediný druh, nohonitec Podostemum ceratophyllum, přesahuje do mírného pásu (východní oblasti USA a Kanady). V tropické Americe jsou rozšířeny od Mexika přes Amazonii po východní Argentinu a Uruguay. Jediný rod, Tristichia, je zastoupen v tropech Nového i Starého světa. Vyskytují se v celé subsaharské Africe a na Madagaskaru. V Asii jsou rozšířeny od Indie po jižní Japonsko a jihovýchodní Asii. V Číně se vyskytují 4 druhy ve 3 rodech. V Austrálii je výskyt této čeledi omezen na severní část kontinentu.
Zástupci čeledi rostou vesměs v proudících, živinami chudých, oligotrofních vodách na kyselém podkladu. Vápencovému podloží se vyhýbají.

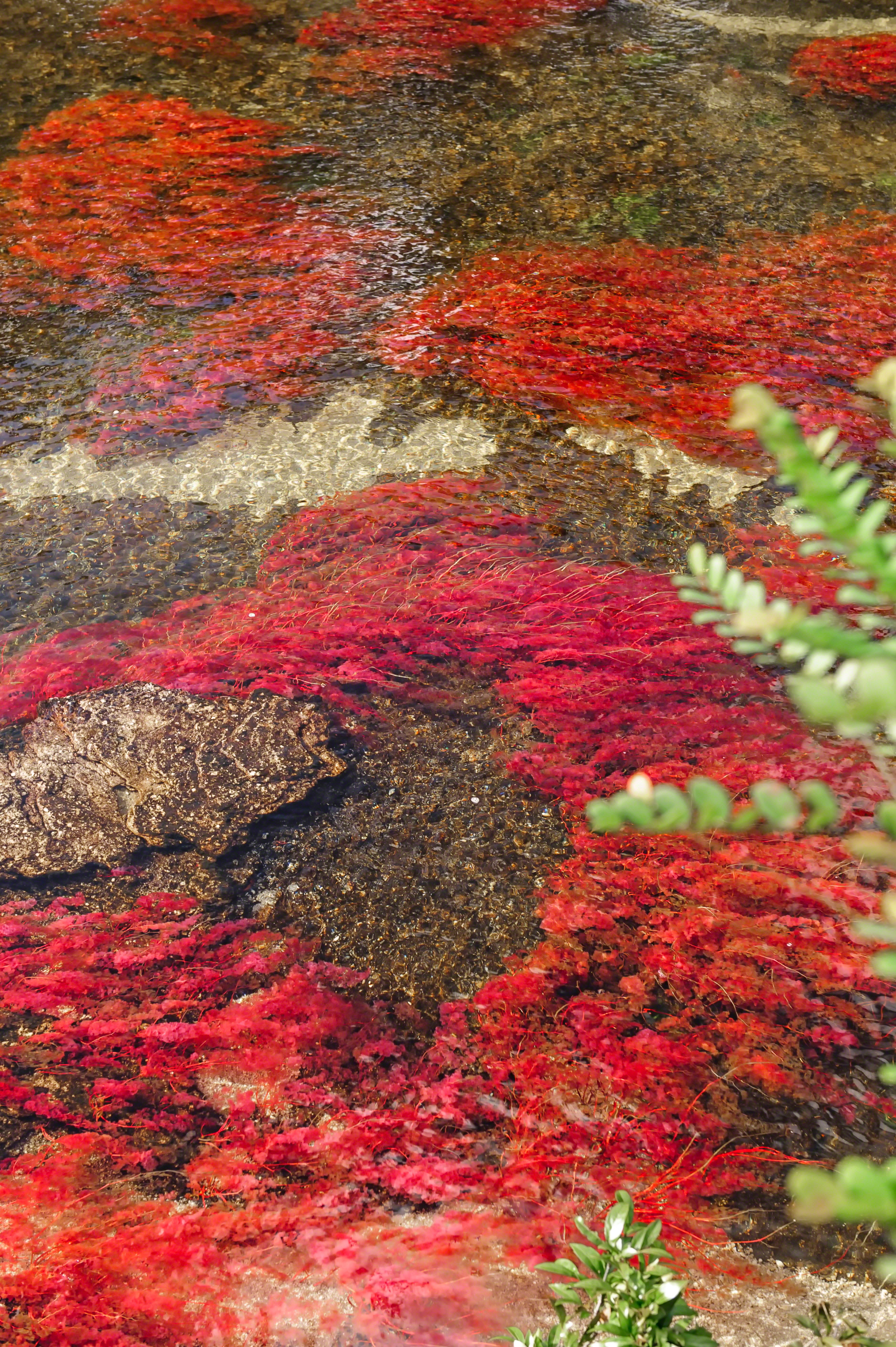
Porost Macarenia clavigera

## Ekologické interakce
Nohonitcovité jsou největší čeleď striktně vodních rostlin.
Její zástupci náležejí mezi tzv. rheofyty, tedy rostliny rostoucí v proudící vodě. Většina druhů roste přichycena na skalách v prudších tocích s kolísající vodní hladinou a ve vodopádech na otevřených, slunných stanovištích, nemnohé druhy (Tristicha trifaria) však mohou růst i ve stínu poříčního lesa.
Ve vlhkém období roku jsou rostliny ponořené a rozvíjejí se listy, při poklesu hladiny rostliny vykvétají a plodí.
Na podkladu se rostliny přichycují pomocí specializovaných hákovitých adventivních kořenů, tzv. hapter. Haptery vylučují lepkavé polysacharidy, kterými se rostlina přichycuje k biofilmu, tvořenému sinicemi na povrchu podkladu.

## Taxonomie
Neobvyklé morfologické znaky čeledi včetně embryologie vedly v minulosti k jejímu zařazování na různá a dosti odlišná místa taxonomického systému. Cronquist i Tachtadžjan ji řadili do samostatného řádu Podostemales v rámci podtřídy Rosidae, Dahlgren do řádu lomikamenotvaré (Saxifragales). V molekulárním systému APG je zprvu ponechána nezařazená v rámci skupiny Rosids, později umístěna do řádu malpígiotvaré (Malpighiales). Sesterskou skupinou této bizarní čeledi je podle kladogramů Angiosperm Phylogeny Group čeleď třezalkovité (Hypericaceae).
Některé znaky jsou mezi dvouděložnými unikátní: pohlavní proces probíhá bez dvojitého oplození, vývoj zárodečného vaku je redukován, a je přítomno nucelární plasmodium.

## Prehistorie
V Rusku byly nalezeny fosílie rostliny nazvané Nitophyllites zaisanica, pocházející z pozdního eocénu a řazené k čeledi Podostemaceae.

## Zástupci
- nohonitec (Podostemum)[7]

## Význam
Některé druhy jsou v sušší sezóně využívány lokálně jako krmivo pro dobytek. Prášek z listů
Rhyncholacis je v Amazonii používán jako pálivé koření a popel jako náhrada soli.

## Seznam rodů
Angolaea,
Apinagia,
Autana,
Castelnavia,
Ceratolacis,
Cipoia,
Cladopus,
Cussetia,
Dalzellia,
Diamantina,
Dicraeanthus,
Diplobryum,
Djinga,
Endocaulos,
Farmeria,
Hanseniella,
Hydrobryum,
Hydrodiscus,
Indodalzellia,
Indotristicha,
Inversodicraea,
Jenmaniella,
Ledermanniella,
Leiothylax,
Letestuella,
Lonchostephus,
Lophogyne,
Macarenia,
Macropodiella,
Marathrum,
Monostylis,
Mourera,
Noveloa,
Oserya,
Paleodicraeia,
Paracladopus,
Podostemum,
Polypleurum,
Rhyncholacis,
Saxicolella,
Sphaerothylax,
Stonesia,
Terniopsis,
Thawatchaia,
Thelethylax,
Tristicha,
Weddellina,
Wettsteiniola,
Willisia,
Winklerella,
Zehnderia,
Zeylanidium